# Miguel Layún
Miguel Arturo Layún Prado (ur. 25 czerwca 1988 w Córdobie) – meksykański piłkarz pochodzenia hiszpańskiego i libańskiego występujący na pozycji prawego obrońcy, reprezentant Meksyku.

## Kariera klubowa
Layún posiada korzenie libańskie i hiszpańskie – jego dziadek ze strony ojca Youssef Layun wyemigrował w 1975 roku z Libanu do Meksyku, uciekając przed wojną domową, zaś dziadek ze strony matki Guillermo Prado przybył do Meksyku z Hiszpanii. Swoją karierę piłkarską rozpoczynał jako osiemnastolatek w zespole Querétaro FC, lecz mimo treningów z pierwszą drużyną nie zdołał w jego barwach zagrać w żadnym spotkaniu i występował jedynie w drugoligowych rezerwach klubu – Gallos Caliente. Na początku 2007 roku przeszedł do ekipy Tiburones Rojos de Veracruz, gdzie za kadencji urugwajskiego szkoleniowca Aníbala Ruiza zadebiutował w meksykańskiej Primera División, 28 kwietnia 2007 w zremisowanym 1:1 spotkaniu z Necaxą. Mimo początkowej roli rezerwowego z biegiem czasu zyskiwał coraz pewniejsze miejsce w wyjściowej jedenastce Veracruz, a w sezonie 2007/2008, zakończonym spadkiem klubu do drugiej ligi, był już podstawowym graczem ekipy. Mimo relegacji zdecydował się pozostać na kolejny rok w drużynie z portowego miasta, w drugiej lidze także notując regularne występy.
Latem 2009 Layún za sumę 900 tysięcy euro przeniósł się do włoskiej ekipy Atalanta BC z miasta Bergamo, podpisując z nią dwuletnią umowę. W Serie A zadebiutował 27 września 2009 w zremisowanej 1:1 konfrontacji z Chievo, zostając tym samym pierwszym Meksykaninem, który zdołał rozegrać spotkanie w najwyższej klasie rozgrywkowej we Włoszech. Nie potrafił sobie jednak wywalczyć miejsca w wyjściowym składzie, pozostając wyłącznie rezerwowym ekipy prowadzonej przez Antonio Conte. Po upływie zaledwie sześciu miesięcy powrócił zatem do ojczyzny, na zasadzie półrocznego wypożyczenia zasilając zespół Club América z siedzibą w stołecznym mieście Meksyk. W barwach tej drużyny zdobył swojego premierowego gola w najwyższej klasie rozgrywkowej, 2 maja 2010 w zremisowanym 2:2 spotkaniu z Tolucą.
W lipcu 2010 Layún na zasadzie wolnego transferu przeszedł do Amériki na stałe. Mimo początkowych kiepskich występów, przez które stał się obiektem drwin wśród kibiców, został jednym z najważniejszych graczy drużyny. W wiosennym sezonie Clausura 2013 wywalczył z zespołem, prowadzonym wówczas przez Miguela Herrerę, swojego byłego trenera z Veracruz, pierwszy w karierze tytuł mistrza Meksyku, pełniąc rolę kluczowego zawodnika linii defensywy. Pół roku później, podczas jesiennych rozgrywek Apertura 2013, zanotował natomiast wicemistrzostwo kraju, a we wrześniu 2014 po odejściu Aquivaldo Mosquery został wybrany nowym kapitanem drużyny.
9 stycznia 2015 roku ogłoszono transfer Layúna do występującej wówczas w angielskiej Championship drużyny Watford. Zawodnik podpisał 4,5-letni kontrakt i otrzymał koszulkę z numerem 7. Dzień później zadebiutował w rozgrywkach w meczu przeciwko Huddersfield Town. W całym sezonie 2014/2015 rozegrał 17 meczów ligowych, a jego drużyna awansowała do Premier League. W debiutanckim meczu na najwyższym szczeblu rozgrywkowym w Anglii zdobył bramkę w spotkaniu przeciwko Evertonowi.
W ostatnim dniu letniego okienka transferowego 2015 roku ogłoszono, że Meksykanin odchodzi do zespołu FC Porto na zasadzie rocznego wypożyczenia z opcją wykupu za kwotę 6 milionów Euro. Szansę debiutu w nowym klubie otrzymał 12 września 2015 roku w meczu ligowym przeciwko FC Arouca. 4 listopada zaliczył premierowe trafienie dla nowego klubu w wygranym 3-1 meczu fazy grupowej Ligi Mistrzów przeciwko Maccabi Tel Awiw. 28 maja 2016 roku władze klubu ogłosiły, że skorzystały z możliwości wykupienia zawodnika za wcześniej ustaloną kwotę i tym samym Miguel stał się zawodnikiem FC Porto na stałe.
| Sezon     | Klub                        | Kraj       | Rozgrywki                    | Mecze | Bramki |
| --------- | --------------------------- | ---------- | ---------------------------- | ----- | ------ |
| 2006/2007 | Gallos Caliente             | Meksyk     | Ascenso MX                   | 3     | 0      |
| 2006/2007 | Tiburones Rojos de Veracruz | Meksyk     | Liga MX                      | 1     | 0      |
| 2007/2008 | Tiburones Rojos de Veracruz | Meksyk     | Liga MX                      | 30    | 0      |
| 2008/2009 | Tiburones Rojos de Veracruz | Meksyk     | Ascenso MX                   | 27    | 1      |
| 2009/2010 | Atalanta BC                 | Włochy     | Serie A                      | 2     | 0      |
| 2009/2010 | Club América                | Meksyk     | Liga MX                      | 10    | 1      |
| 2010/2011 | Club América                | Meksyk     | Liga MX                      | 38    | 1      |
| 2011/2012 | Club América                | Meksyk     | Liga MX                      | 11    | 0      |
| 2012/2013 | Club América                | Meksyk     | Liga MX                      | 33    | 2      |
| 2013/2014 | Club América                | Meksyk     | Liga MX                      | 33    | 5      |
| 2014/2015 | Club América                | Meksyk     | Liga MX                      | 11    | 6      |
| 2014/2015 | Watford                     | Anglia     | Football League Championship | 17    | 0      |
| 2015/2016 | Watford                     | Anglia     | Premier League               | 3     | 1      |
| 2015/2016 | FC Porto                    | Portugalia | Primeira Liga                | 25    | 3      |
| 2016/2017 | FC Porto                    | Portugalia | Primeira Liga                | 16    | 1      |
| 2017/2018 | FC Porto                    | Portugalia | Primeira Liga                | 6     | 0      |
| 2017/2018 | Sevilla FC                  | Hiszpania  | Primera División             | 16    | 2      |
| 2018/2019 | Villarreal CF               | Hiszpania  | Primera División             | 8     | 0      |
| 2018/2019 | CF Monterrey                | Meksyk     | Liga MX                      | 11    | 0      |
| 2019/2020 | CF Monterrey                | Meksyk     | Liga MX                      | 30    | 3      |
| 2020/2021 | CF Monterrey                | Meksyk     | Liga MX                      | 32    | 0      |
| 2021/2022 | Club America                | Meksyk     | Liga MX                      | 27    | 0      |
| 2022/2023 | Club America                | Meksyk     | Liga MX                      | 27    | 1      |
| 2023/2024 | Club America                | Meksyk     | Liga MX                      | 14    | 0      |

## Kariera reprezentacyjna
W 2013 roku Layún został powołany przez selekcjonera José Manuela de la Torre na Złoty Puchar CONCACAF. Właśnie na tym turnieju, 11 lipca 2013 w wygranym 2:0 meczu fazy grupowej z Kanadą, zadebiutował w seniorskiej reprezentacji Meksyku. Podczas tych rozgrywek pełnił rolę podstawowego zawodnika swojej kadry, występując we wszystkich czterech spotkaniach, zaś meksykańska drużyna, złożona wówczas wyłącznie z graczy występujących na krajowych boiskach, odpadła z turnieju w półfinale. Premierowe gole w drużynie narodowej strzelił 28 maja 2014 w wygranym 3:0 sparingu z Izraelem, dwukrotnie wpisując się na listę strzelców. W tym samym roku znalazł się w ogłoszonym przez szkoleniowca Miguela Herrerę składzie na Mistrzostwa Świata w Brazylii, gdzie miał niepodważalne miejsce w wyjściowym składzie i rozegrał wszystkie możliwe mecze od pierwszej do ostatniej minuty – w fazie grupowej z Kamerunem (1:0), Brazylią (0:0) i Chorwacją (3:1) oraz w 1/8 finału z Holandią (1:2), notując bardzo udane występy. Meksykanie odpadli ostatecznie z mundialu w 1/8 finału.